# Morris Oxford
O  Morris Oxford é um modelo de porte médio da British Motor Corporation (BMC).